# Strahlengriffelgewächse
Die Strahlengriffelgewächse (Actinidiaceae) sind eine Pflanzenfamilie innerhalb der Ordnung der Heidekrautartigen (Ericales). Bekannteste Art ist die Kiwi (Actinidia deliciosa). Sie haben eine hauptsächlich tropische Verbreitung, besonders von Südostasien bis auf dem Malaiischen Archipel, jedoch nicht in Afrika. 

## Beschreibung

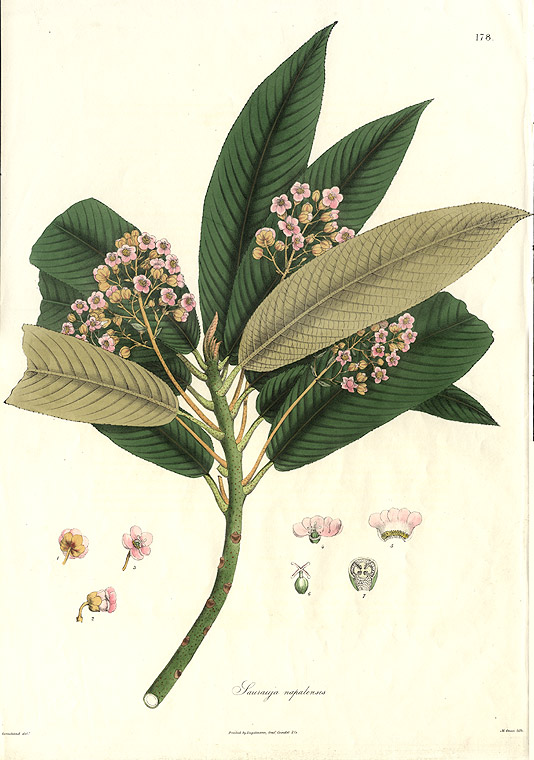
Illustration von Saurauia nepalensis

### Vegetative Merkmale
Es sind verholzende Pflanzen: Bäume, Sträucher oder Lianen. Sie sind meist laubabwerfend und die oberirdischen Pflanzenteile sind oft mit einfachen oder verzweigten Trichomen behaart. Alle Organe besitzen häufig Idioblasten mit Raphiden (Bündel aus nadelförmigen Calciumoxalat-Kristallen), Clematoclethra auch mit Kristallsand.
Die wechselständigen und spiralig angeordneten Laubblätter sind in Blattstiel und Blattspreite gegliedert. Der Blattstiel kann sehr kurz bis lang sein. Die einfachen Blattspreiten sind fiedernervig und besitzen einen glatten, meist einen gesägten oder gezähnten Blattrand. Die Spaltöffnungen besitzen keine Nebenzellen (Ranunculaceen-Typ), anomocytisch. Nebenblätter fehlen meist oder sind sehr klein.

### Generative Merkmale
Die Blüten stehen selten einzeln, sondern meist in seitenständigen zymösen, ährigen oder bündeligen Blütenständen zusammen; manchmal am „alten Holz“. Es sind meist kleine Deckblätter vorhanden.
Die zwittrigen oder funktional eingeschlechtigen Blüten sind radiärsymmetrisch, meist fünfzählig mit doppelter Blütenhülle (Perianth). Wenn die Blüten eingeschlechtig sind, können die Arten einhäusig (monözisch) oder zweihäusige (diözisch) getrenntgeschlechtig sein. Die zwei bis acht, meist fünf Kelchblätter sind frei, meist in der Knospe dachziegelig (imbricat) und stehen in einer Quincunx (schraubig mit einer Divergenz von 2/5); sie bleiben meist auch bei der Fruchtreife erhalten (persistent). Die drei bis neun, meist fünf Kronblätter sind frei oder am Grunde verwachsen, in der Knospe dachziegelig (imbricat). Sie sind länger als der Kelch. In der Knospe sind sie imbricat. Zentrifugal werden (10 bis) 20 bis 240 fertile Staubblätter gebildet. Die Staubfäden können frei oder mit den Kronblättern verwachsen sein. Der Staubbeutel besteht aus zwei Theken. Die zweizelligen Pollenkörner besitzen drei Aperturen und sind colporat. Drei bis fünf oder viele Fruchtblätter sind zu einem oberständigen (synkarpen), drei- bis mehrkammerigen Fruchtknoten verwachsenen. Die Oberfläche des Fruchtknotens ist behaart oder glatt. In jeder Fruchtknotenkammer stehen in zentralwinkelständiger Plazentation zehn bis viele anatrope, unitegmische, tenuinucellate Samenanlagen. Meist gibt es pro Fruchtblatt einen Griffel, die frei sind oder verwachsen sein können (bei Clematoclethra sind die Griffel vollständig zu einem einzigen verwachsen) und manchmal auch bei der Fruchtreife erhalten bleiben (daher der Name Strahlengriffel, Actinidia vom griechischen Wort aktis für Strahlen). 

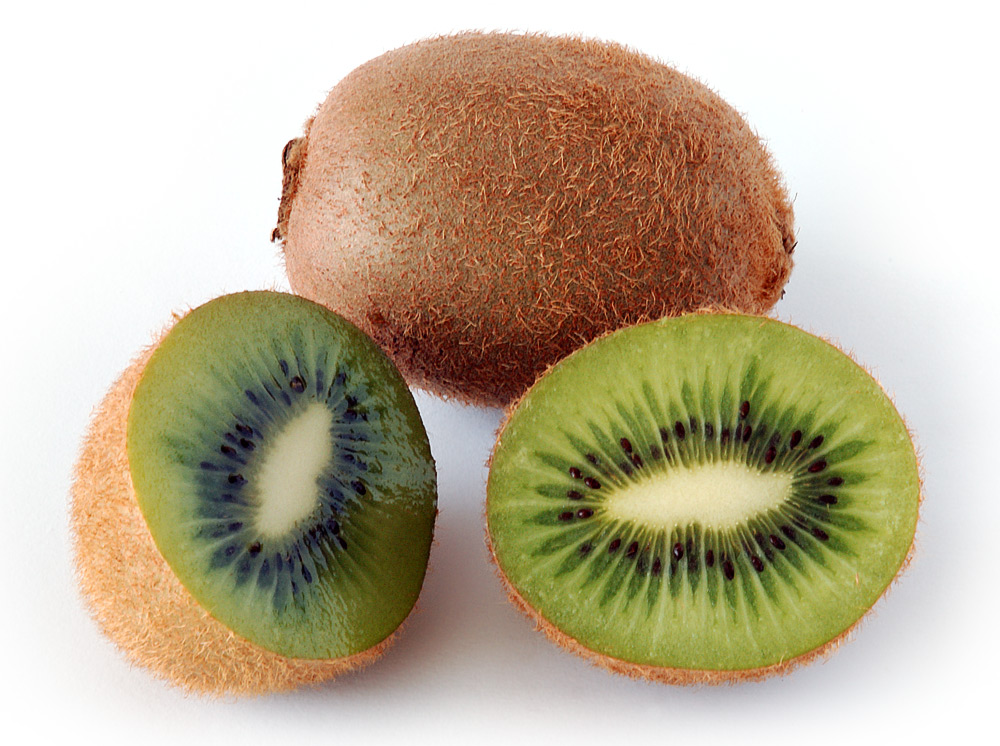
Kiwi (Actinidia deliciosa)

Es werden meist fleischige Beeren, manchmal mehr oder weniger loculicidale, ledrige Kapselfrüchte gebildet. Die relativ kleinen Samen besitzen meist große, gerade oder gekrümmte Embryos und viel, meist ölhaltiges, Endosperm. 
Die Chromosomengrundzahlen betragen x = 12, 13, 14; Clematoclethra mit x = 12 und Saurauia x = 13. Häufig ist bei Actinidia eine Chromosomenzahl von n = 29, die sich vermutlich aus tetraploiden Ahnen mit x = 14 entwickelt hat.

### Inhaltsstoffe
In der Familie Actinidiaceae kommen Iridoide vor sowie weit verbreitete Flavonole wie Myricetin, Quercetin oder Kaempferol. Procyanidin und Prodelphinidin weisen auf die Existenz kondensierter Tannine hin. Actinidin, eine Papain-ähnliche Proteinase aus der Kiwi macht Kontaktdermatitis möglich. Aus Actinidia polygama wurde ein terpenoides Pseudoalkaloid isoliert, das ebenfalls Actinidin genannt wurde. Der Schleim der Actinidia-Arten enthält saure Polysaccharide. Calciumoxalatkristalle werden in Raphiden akkumuliert.

## Nutzung
Von einigen Arten und ihren Sorten werden die Früchte gegessen. Von wenigen Arten werden Sorten als Zierpflanzen verwendet.

## Verbreitung
Die Arten der Actinidiaceae sind im tropischen Asien und Amerika verbreitet, einige auch im gemäßigten Ostasien und im nördlichen Australien. 

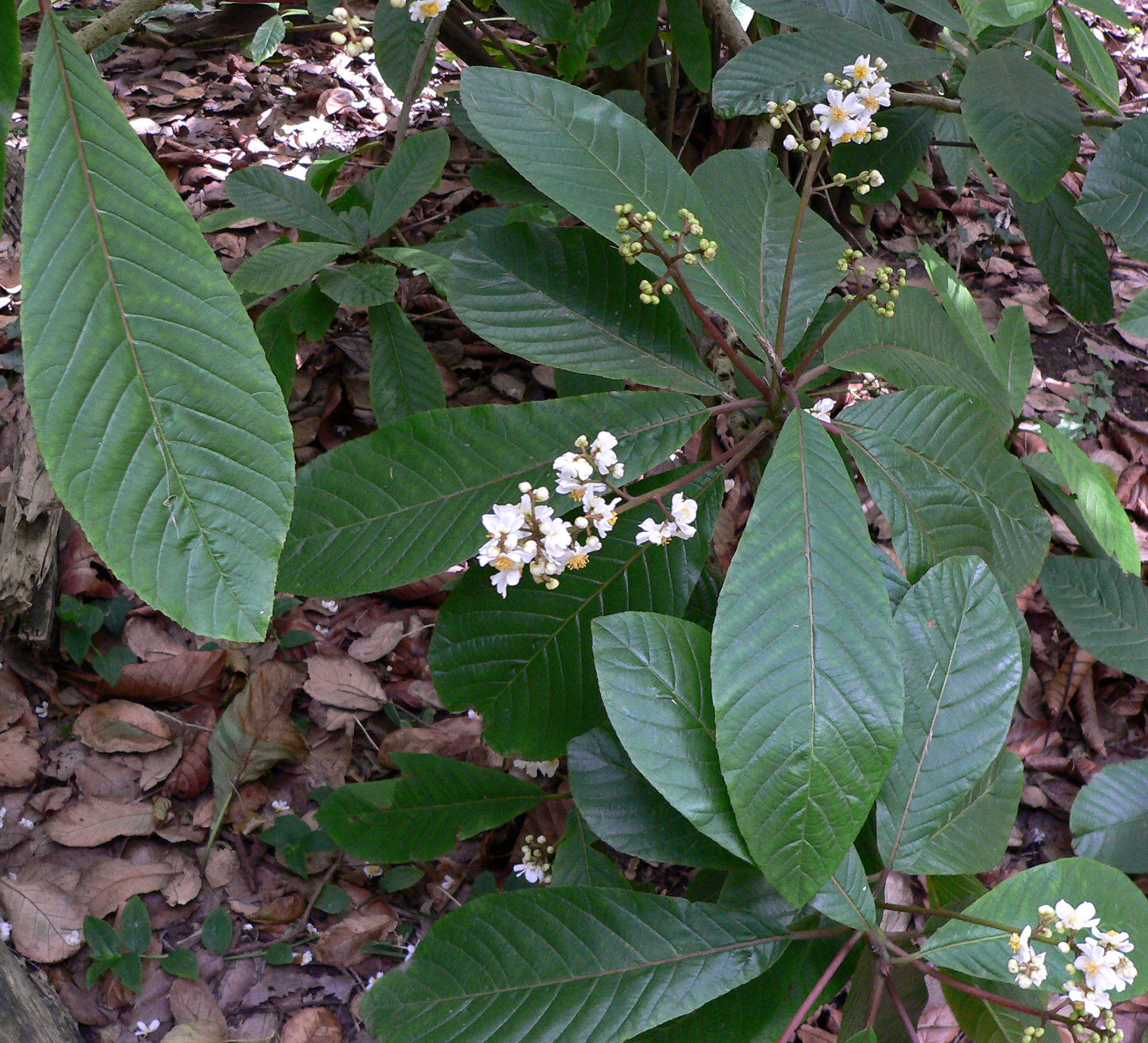
Laubblätter und Blütenstände von Saurauia zahlbruckneri

## Systematik
Die Familie Actinidiaceae wurde 1925 durch Ernest Friedrich Gilg & Erich Werdermann in Die natürlichen Pflanzenfamilien, Zweite Auflage, 21, S. 36 aufgestellt. Typusgattung ist Actinidia Lindl. Ein Synonym für Actinidiaceae Gilg & Werderm. ist Saurauiaceae Griseb.
Die Familie Actinidiaceae enthält nur drei Gattungen mit zusammen über 350 Arten: 
- Saurauia Willd.: Mit etwa 300 Arten.
- Strahlengriffel (Actinidia Lindl.): Mit etwa 55 bis 60 Arten.
- Clematoclethra (Franch.) Maxim.: Mit der einzigen Art:
  - Clematoclethra scandens (Franch.) Maxim.